# The Short Night
The Short Night è un film di spionaggio che il regista britannico Alfred Hitchcock (1899-1980) aveva progettato di girare tra la fine degli anni sessanta e i primi anni settanta, ma che non venne portato a termine per il peggioramento delle condizioni di salute dello stesso Hitchcock.

## Produzione

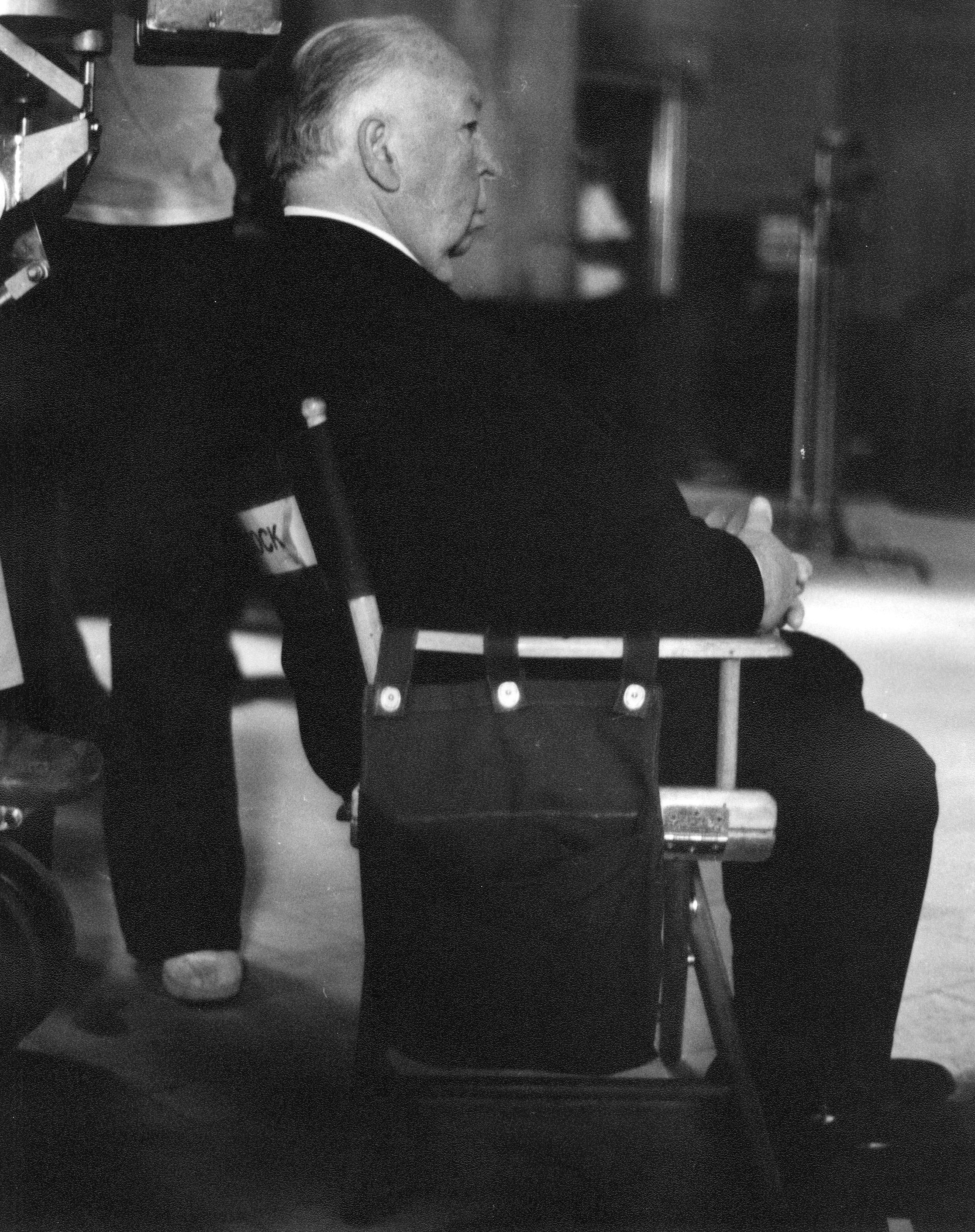
Alfred Hitchcock sul set (1975)

Nel Natale del 1976 il regista e critico cinematografico francese François Truffaut fece visita negli Stati Uniti ad Alfred Hitchcock, a cui era legato da stima e amicizia (nel 1966 Truffaut aveva pubblicato un importante saggio su Hitchcock frutto delle sue conversazioni con il regista inglese). In quell'occasione Hitchcock annunciò a Truffaut che aveva scelto il soggetto del suo cinquantaquattresimo film: una storia di spionaggio tratta da due libri dedicati entrambi all'agente segreto inglese George Blake: il romanzo The Short Night di Ronald Kirkbride e l'inchiesta-reportage The Springing of George Blake di Sean Bourke. George Blake era stato condannato da un tribunale britannico nel 1961 a 42 anni di prigione per spionaggio a favore dell'Unione Sovietica, ed era evaso dalla prigione di Wormwood-Scrubs nell’ottobre del 1966 grazie alla complicità di alcuni detenuti (fra i quali vi era il sopracitato Sean Bourke) e per l’intervento di malavitosi londinesi reclutati dal Kgb. Hitchcock pensava a questo soggetto da molti anni: già nel 1970 aveva preso contatto con Catherine Deneuve e Walter Matthau, come interpreti del film. Nel 1978 Hitchcock assunse come sceneggiatore David Freeman: si pensò di ambientare la vicenda in Finlandia, e si pensò di scritturare Sean Connery o Robert Redford (nel ruolo di Blake) e, nel ruolo della moglie di Blake, Liv Ullmann; quest'ultima, però, era impegnata a Broadway. Il peggioramento delle condizioni di salute dei coniugi Hitchcock nella primavera del 1979, fece però naufragare definitivamente il progetto.

## Trama
Gavin Brand, è un agente segreto inglese che lavora per i sovietici; condannato a una lunga detenzione e recluso nella London's Wormwood Scrubs Prison, Brand riesce a evadere. I servizi segreti americani sanno che Brand farà di tutto per arrivare in Unione Sovietica, ma che tuttavia intende portare con sé la moglie e i figli che vivono su un’isola della costa finlandese. La CIA ordina al suo agente Joe Bailey, fratello di una delle vittime di Brand, di recarsi nella località finlandese dove risiedono i familiari di Brand, e di ucciderlo quando arriverà. Durante l'attesa Bailey si innamora della moglie di Brand, con la quale intreccia una relazione, ma ovviamente non può rivelarle l'obiettivo della sua missione. Il finale sarà costituito dall'inseguimento sul treno che dalla Finlandia è diretto in Unione Sovietica.